# Malewo (obwód Chaskowo)
Malewo (bułg. Малево) – wieś w południowej Bułgarii, w obwodzie Chaskowo, w gminie Chaskowo. Według danych Narodowego Instytutu Statystycznego w Bułgarii, 31 grudnia 2011 roku wieś liczyła 1169 mieszkańców.
Wieś znajduje się 12 km od Chaskowa. Dawna turecka nazwa wsi to Tete kjoj.